# Sericesthis miskoi
Sericesthis miskoi är en skalbaggsart som beskrevs av Britton 1987. Sericesthis miskoi ingår i släktet Sericesthis och familjen Melolonthidae. Inga underarter finns listade i Catalogue of Life.